# Sowiecka Formuła 3 Sezon 1960
Sowiecka Formuła 3 w sezonie 1960 – była pierwszym sezonem Sowieckiej Formuły 3. Mistrzem serii został Gieorgij Surguczew (Trud Moskwa) na NAMI 041M.

## Przebieg sezonu
Pod wpływem zetknięcia radzieckich decydentów z zachodnimi wyścigami samochodowymi – co było pokłosiem wstąpienia Centralnego Automotoklubu ZSRR do FIA w 1956 roku – pod koniec lat 50. zreformowano radzieckie wyścigi. Główne zmiany to zorganizowanie cyklu mistrzostw (w miejsce pojedynczego wyścigu) oraz powołanie pseudomiędzynarodowych serii wyścigowych: Sowieckiej Formuły 1, Sowieckiej Formuły Junior oraz Sowieckiej Formuły 3. Wszystkie te serie zadebiutowały w 1960 roku.
Regulamin Sowieckiej Formuły 3 na sezon 1960 ograniczał pojemność silników do 500 cm³. W związku z tym często używano silników motocyklowych, jak na przykład jednostki IMZ M52S o pojemności 494 cm³ i mocy 40 KM przy 7000 obr./min. Silnik ten napędzał między innymi pojazd NAMI 041M konstrukcji Aleksandra Peltcera, będący następcą Zwezdy, wyposażony w plastikową karoserię, jak również Estonie 3, powstałe w fabryce TARK w Tallinnie, lżejsze o 30 kilogramów od NAMI 041M.
W 1960 roku rozegrano dwie eliminacje Formuły 3, obie towarzyszące takim seriom, jak Sowiecka Formuła 1, Sowiecka Formuła Junior oraz wyścigi samochodów turystycznych (grupy: A, B i V). Pierwsza z eliminacji odbywała się w dniach 14–18 lipca na torze Newskoje Kolco w Leningradzie, pod nazwą Grand Prix Leningradu. Tor ten miał długość 3360 metrów, a zawody rozgrywano na dystansie 31 okrążeń (104,160 km). Druga eliminacja, pod nazwą Grand Prix Tallinna, miała miejsce od 8 do 12 września na torze Pirita-Kose-Kloostrimetsa. Tor ten liczył 8566 metrów długości, a zawody Formuły 3 rozegrano na nim na dystansie 12 okrążeń (102,792 km).
Wyścig na Newskoje Kolco łatwo wygrał kierowca NAMI 041M, Gieorgij Surguczew (Trud Moskwa). Drugie miejsce zajął mistrz ZSRR z 1959 roku w kategorii samochodów jednomiejscowych do 1000 cm³ – Dmitrij Borisow (Sowieckaja Armia Moskwa). Konkurencyjną szybkość zaprezentował również piąty na mecie Wiktor Łapin (AMK DOSAAF Moskwa). Najszybsze okrążenie wywalczył Surguczew.
Podczas zawodów w Tallinnie Surguczew spadł na starcie na dalsze miejsca. Podwójne zwycięstwo odnieśli Estończycy: Enn Griffel i Egon Mesila na Estoniach 3 (obaj Kalev Tallinn). Griffel ponadto ustalił najszybsze okrążenie. Surguczew tymczasem odrabiał straty i na ostatnim okrążeniu awansował na piąte miejsce, dzięki czemu zdobył tytuł. Drugi w klasyfikacji generalnej był Borisow, a trzeci Griffel.

## Kalendarz wyścigów
| Runda | Data          | Tor       | Pole position | Najszybsze okrążenie | Zwycięzca (kierowcy) | Zwycięzca (zespoły) |
| ----- | ------------- | --------- | ------------- | -------------------- | -------------------- | ------------------- |
| 1     | 14–18 lipca   | Leningrad | ?             | Gieorgij Surguczew   | Gieorgij Surguczew   | Trud Moskwa         |
| 2     | 8–12 września | Tallinn   | ?             | Enn Griffel          | Enn Griffel          | Kalev Tallinn       |

## Klasyfikacja kierowców
| Legenda oznaczeń w tabelach wyników Wyświetl szablon na nowej stronie | Legenda oznaczeń w tabelach wyników Wyświetl szablon na nowej stronie                                                                     |
| Oznaczenie                                                            | Wyjaśnienie |
| --------------------------------------------------------------------- | --- |
| Złoty                                                                 | Zwycięzca lub mistrzostwo |
| Srebrny                                                               | 2. miejsce lub wicemistrzostwo |
| Brązowy                                                               | 3. miejsce lub II wicemistrzostwo |
| Zielony                                                               | Ukończył, punktował (w klasyfikacji generalnej, gdy zdobył co najmniej jeden punkt na przestrzeni sezonu, poza trzema powyższymi opcjami) |
| Niebieski                                                             | Ukończył, nie punktował (w klasyfikacji generalnej, gdy nie zdobył co najmniej jednego punktu na przestrzeni sezonu)                      |
| Czerwony                                                              | Nie zakwalifikował się (NZ) |
| Czerwony                                                              | Nie prekwalifikował się (NPK) |
| Różowy                                                                | Nie ukończył (NU) |
| Różowy                                                                | Niesklasyfikowany (NS) (w klasyfikacji generalnej, gdy nie został sklasyfikowany w żadnym wyścigu sezonu)                                 |
| Czarny                                                                | Zdyskwalifikowany (DK) |
| Czarny                                                                | Wykluczony (WYK/EX) |
| Biały                                                                 | Nie wystartował (NW) |
| Biały                                                                 | Kontuzjowany (K/INJ) |
| Biały                                                                 | Wyścig odwołany (OD/C) |
| Bez koloru                                                            | Został wycofany (WYC/WD) |
| Bez koloru                                                            | Nie przybył (NP/DNA) |
| Bez koloru                                                            | Nie brał udziału w treningach (NT/DNP) |
| Bez koloru                                                            | Nie został zgłoszony (–) |
| Pogrubienie                                                           | Start z pole position |
| Kursywa                                                               | Najszybsze okrążenie wyścigu |
| †                                                                     | Nie ukończył, ale jego rezultat został zaliczony ze względu na przejechanie więcej niż 90% dystansu wyścigu.                              |
| *                                                                     | Sezon w trakcie |
| 1/2/3                                                                 | Punktowana pozycja w sprincie kwalifikacyjnym                                                                                             |
| Lista systemów punktacji Formuły 1                                    | |

| Poz. | Kierowca           | Zespół                  | LEN | TAL | Punkty |
| ---- | ------------------ | ----------------------- | --- | --- | ------ |
| 1    | Gieorgij Surguczew | Trud Moskwa             | 1   | 5   | 12     |
| 2    | Dmitrij Borisow    | Sowieckaja Armia Moskwa | 2   | 3   | 11     |
| 3    | Enn Griffel        | Kalev Tallinn           | NU  | 1   | 9      |
| 4    | Wiktor Łapin       | AMK DOSAAF Moskwa       | 5   | 4   | 7      |
| 5    | Egon Mesila        | Kalev Tallinn           | NU  | 2   | 6      |